# Passiflora trifasciata
Passiflora trifasciata Lem. – gatunek rośliny z rodziny męczennicowatych (Passifloraceae Juss. ex Kunth in Humb.). Występuje endemicznie w Ekwadorze, Peru i Brazylii. Jednak niektóre źródła wyklucznają występowanie tego gatunku w ostatnim z wymienionych państw.

## Morfologia
PokrójZdrewniałe, trwałe, nagie liany.
LiściePotrójnie klapowane, ścięte u podstawy. Mają 3,5–13 cm długości oraz 4–11,8 cm szerokości. Całobrzegie, z ostrym wierzchołkiem. Ogonek liściowy jest nagi i ma długość 15–40 mm. Przylistki są szydłowate o długości 2–5 mm.
KwiatyPojedyncze lub zebrane w pary. Działki kielicha są podłużnie owalne, mają 1,5 cm długości. Płatki są podłużne, białe, mają 0,5 cm długości. Przykoronek ułożony jest w 2 rzędach, zielono-białawy, ma 2–10 mm długości.
OwoceMają kulisty kształt. Mają 2,4 cm średnicy. Mają purpurową barwę.